# Omphalophana serratula
Omphalophana serratula là một loài bướm đêm trong họ Noctuidae.